# Higashi Shinakai
Pour plus de détails, voir Fiche technique et Distribution.
Higashi Shinakai (東シナ海, litt. « Mer de Chine orientale ») est un film japonais réalisé par Tadahiko Isomi, sorti en 1968.

## Synopsis
Cinq hommes sur un bateau de pêche rencontrent une tempête et arrivent finalement à Okinawa, où ils trouvent le cadavre d'un inconnu laissé sur le bateau.

## Fiche technique
- Titre original : Higashi Shinakai (東シナ海?)
- Titre anglais : East China Sea[3]
- Réalisation : Tadahiko Isomi
- Scénario : Shōhei Imamura et Tadahiko Isomi
- Musique : Hajime Kaburagi (ja)
- Photographie : Shinsaku Himeda (ja)
- Montage : Matsuo Tanji
- Décors : Tetsuhiko Sono
- Production : Shōhei Imamura
- Société de production : Nikkatsu et Imamura Productions
- Pays d'origine :  Japon
- Langue originale : japonais
- Genre : drame　- film d'action
- Format : couleur - 2,35:1 - 35 mm - son mono
- Durée : 105 minutes
- Dates de sortie :
  - Japon : 5 octobre 1968[2]
  - États-Unis : avril 1969[3]

## Distribution
- Masakazu Tamura : Chiba Rokurō
- Tetsuya Watari : Tamashiro Naoyoshi
- Ryōhei Uchida : Katayama Kunigorō
- Kanjūrō Arashi : vieil homme
- Haruko Katō : la mère de Rokurō
- Yukie Kagawa : Tamashiro Kana
- Hitoshi Omae : Kamata Yasuo
- Taiji Tonoyama